# جورج إي. ماهوني
جورج إي. ماهوني (بالإنجليزية: George E. Mahoney)‏ هو قاضي صلح ‏ وسياسي أمريكي، ولد في 30 أبريل 1867، وتوفي في 12 مارس 1955. حزبياً، نشط في الحزب الديمقراطي. وقد انتخب عضو جمعية ولاية ويسكونسن.